# Tesárske Mlyňany
Tesárske Mlyňany (in ungherese Taszármalonya) è un comune della Slovacchia facente parte del distretto di Zlaté Moravce, nella regione di Nitra.